# Llista de gèneres d'anime i manga
L'anime i el manga consten d'una variada quantitat de gèneres. En general, s'acostumen a dividir de dues maneres: pel tipus de públic i per gèneres.

## Tipus de públic
En aquest apartat tenim quatre subcategories:
- Shojo (noies)[1]
- Shonen (nois)[2]
- Seinen (homes)[3]
- Josei (dones)[4]

Cal esmentar que d'aquests termes, els dos més emprats són el shōjo i el shōnen. No obstant això, si no es diu el contrari, s'acostuma a assumir que parlem d'un shōnen. En el cas del seinen i el josei, existeixen, però s'hi inclouen poc manganime.

## Gèneres
- Shonen (per a nois)
- Shojo (per a noies)
- Kodomo (genèricament, còmics per nens i nenes de fins a 10 o 12 anys)
- Maho shojo (shōjo on la protagonista acostuma a ser una maga)
- Girls' Horror (històries shojo, per públic femení, que incorporen elements de cinema gore, terror, misteri i fenòmens paranormals)
- Shonen (habitualment la protagonista té poders, és robòtica... i té l'objectiu de satisfer un jove adolescent. Normalment les trames són plenes d'erotisme i aventures.)
- Moe (noies boniques, romàntic)
- Mecha (robots gegants)
- Gakkuen (sèries ambientades a l'escola o l'institut)
- Progressive (treball intel·lectual / "pel·lícules d'art")
- Shonen-ai (romanç gai)
- Shojo-ai (romanç lèsbic)
- Hentai (eròtic) / Ecchi ("picant")
  - Yaoi (gai)
  - Yuri (lèsbic)
  - Shota (nois joves)
  - Lolicon ("complex lolita" / noies joves)